# Palaeosia longistriga
Palaeosia longistriga är en fjärilsart som beskrevs av Bethune-Baker 1908. Palaeosia longistriga ingår i släktet Palaeosia och familjen björnspinnare. Inga underarter finns listade i Catalogue of Life.